# Philydrella drummondii
Philydrella drummondii är en enhjärtbladig växtart som beskrevs av L.G.Adams. Philydrella drummondii ingår i släktet Philydrella och familjen Philydraceae. Inga underarter finns listade.